# Crisis diplomática entre Estados Unidos y Pakistán
La crisis diplomática entre Estados Unidos y Pakistán hace referencia a la tensión y deterioro de las relaciones bilaterales entre ambos países y la OTAN desde 2004, después del ingreso de Estados Unidos en la guerra de Afganistán para proceder a la lucha contra el terrorismo. 
Estados Unidos había realizado varios ataques y vuelos con drones en 2004 en territorio paquistaní, violando en más de una ocasión el espacio aéreo, atacando aquellas zonas en las que posiblemente se escondía el líder de Al Qaeda, Osama bin Laden. El culmen de estas actividades llegó en 2011, cuando dos helicópteros Black Hawk sobrepasaron sin previo aviso de las autoridades paquistaníes el espacio aéreo, lo que fue considerado una violación de los términos por Pakistán, para llegar hasta la ciudad de Abbottabad con la misión de matar a Osama bin Laden.

## Ataques con aviones no tripulados
En 2004 cuando Estados Unidos realizó ataques con aviones no tripulados en áreas tribales de Pakistán contra militantes islámicos asesinando a más de 1.600 personas. Más de la mitad de estas víctimas serían civiles. Pakistán tolera los ataques pero enfrenta protestas cada vez mayores por permitirlos.
El 16 de diciembre de 2004 el Inter-Services Intelligence (ISI) relevó de su cargo al jefe e su estación en Islmabad luego de que este ocultara la identidad de familiares asesinados con aviones no tripulados.

## Asesinatos
El 27 de enero de 2011, Raymond Davis, un contratista de la CIA, fue detenido por asesinar a dos hombres en Lahore, al noreste del país. Fue liberado después de pagar una compesación de 2 millones y medio de dólares a las familiares de las víctimas.
El 31 de mayo de 2011, el periodista pakistaní Salem Shahad fue asesinado y encontrado con signos de tortura. Anteriormente, había investigado y escrito sobre los vínculos de la inteligencia pakistaní y los talibanes. Estados Unidos acusó al ISI por ello.

## Asesinato de Osama bin Laden y ataque a tropas paquistaníes
Uno de los momentos más críticos en la lucha contra el terrorismo se llevó a cabo entre finales de abril y comienzos de mayo de 2011, cuando miembros de la inteligencia estadounidense consiguieron identificar la posible ubicación de Osama bin Laden, el líder de Al Qaeda, en una casa a las afueras de la ciudad de Abbottabad, al norte de Pakistán. En la madrugada del 2 de mayo de 2011, unidades del Grupo de Desarrollo de Guerra Naval Especial de los Estados Unidos (unidad de élite de los SEAL) bajo el Mando de Operaciones Especiales de los Estados Unidos, en coordinación con operativos de la Agencia Central de Inteligencia (CIA) violaron el espacio aéreo de Pakistán, a bordo de dos Black Hawk modificados para evitar con tecnología de baja detectabilidad ser detectados por las autoridades aéreas paquistaníes, y consiguieron aniquilar al líder terrorista, cuyo cuerpo fue llevado en uno de los helicópteros hasta Afganistán y de ahí al portaaviones USS Carl Vinson y enterrado en el mar.
La situación bilateral entre Estados Unidos y Pakistán, a tenor de la propia relación con la OTAN, entró aún más en crisis después de que un comando, también usando helicópteros, de la alianza nortatlántica atacara a fuerzas pakistaníes en Salala (Mohmand), causando la muerte a 26 soldados y dejara un saldo de 14 heridos.
El 26 de noviembre de 2011 las relaciones entre ambos países se agravaron cuando helicópteros de las fuerzas occidentales de la Organización del Tratado del Atlántico Norte atacaron a las tropas pakistaníes locales cerca de la frontera con Afganistán en la zona fronteriza paquistaní de Salala en la subdivisión Baizai, Mohmand, a las 2:00 a. m. hora local. El gobierno de Islamabad bloqueó los convoyes de aprovisionamiento de la OTAN y como resultado aumentó la tensión tras el asesinato de Bin Laden.
Este ataque arrojó como saldo la muerte de 26 soldados pakistaníes, 14 heridos y el agudizamiento de la tensión entre el gobierno de Islamabad y las fuerzas occidentales que actúan en la zona. Este fue el incidente más grave tras el asesinato de Osama bin Laden perpetrado por Estados Unidos en el norte de ese país.
El ataque ocurrió en la madrugada en Salala, una zona tribal en la frontera entre Pakistán y Afganistán, un espacio que es apuntado por la OTAN como tradicional bastión de talibanes y de la red Al Qaeda. El gobernador de la provincia de Jaiber Pajtunjuá, Masud Kausar, dijo que los ataques con helicópteros mataron 26 soldados y dejaron 15 heridos.
Por su parte, el general John R. Allen, comandante estadounidense y de la OTAN de mayor rango en Afganistán, emitió un comunicado el sábado en el que ofreció sus condolencias a los integrantes de las fuerzas de seguridad de Pakistán que murieron o resultaron heridos. Pero la coalición no asumió la responsabilidad de sus muertes e indicó que el incidente se encuentra bajo investigación.
Como represalia, el gobierno de Pakistán ordenó de inmediato el bloqueo de todos los convoyes de reaprovisionamiento de la OTAN en Afganistán que transitan por territorio paquistaní. A su vez, el primer ministro Yusuf Raza Gilani protestó "en los más enérgicos términos" ante la OTAN y Estados Unidos, país que dirige la coalición internacional en Afganistán, y se reunió de emergencia en Islamabad con el presidente Asif Ali Zardari y jefes de las Fuerzas Armadas de Pakistán.

## Reanudación de las relaciones entre ambas naciones
Este fue el incidente más grave entre Pakistán y las potencias occidentales en la última década. Finalmente el martes 7 de febrero de 2012 luego de disculpas ofrecidos del gobierno estadounidense a Pakistán se restableció el acuerdo en el cual el gobierno de Pakistán volvió a habilitar el paso por su territorio de convoyes, tanto de tropas como de logística, con dirección a las tropas de la coalición en Afganistán.
Recordemos que esta ruta es esencial para las tropas de ocupación en Afganistán porque la gran mayoría de las provisiones de la OTAN en Afganistán llega por barco hasta Karachi, puerto del sur de Pakistán, y luego transita por ruta a través de Peshawar y el paso Jaiber, o a través de Quetta y la ciudad fronteriza de Chaman.
El 4 de julio de 2012 Pakistán anunció la reapertura de las rutas de transporte para enviar suministros a las fuerzas de ocupación en Afganistán, tras la disculpa de Estados Unidos por la muerte de soldados pakistaníes en una operación militar en noviembre pasado.
La decisión de Pakistán de permitir de nuevo que los convoyes con suministros para las fuerzas de la OTAN desplazadas en Afganistán pasen por las rutas fronterizas representa un ahorro de millones de dólares y facilita la logística. 
El anuncio lo ha realizado, desde Washington D.C, la secretaria de Estado de Estados Unidos, Hillary Clinton, después de mantener una conversación telefónica con su homólogo pakistaní, Hina Rabbani Khar.
En un comunicado oficial Clinton ha pedido disculpas por las muertes de varias docenas de soldados pakistaníes y ha ofrecido sus “sinceras condolencias” a los familiares de los militares. También ha agradecido a Pakistán la reapertura de las rutas terrestres.
Con esta decisión Pakistán espera mejorar las relaciones con Estados Unidos, país del que recibe una cuantiosa ayuda económica.
El general John R. Allen, comandante de las tropas de Estados Unidos en Afganistán, dijo el jueves que hay "significativos progresos" en la cooperación con Pakistán, en su primera visita desde que el gobierno paquistaní levantó el bloqueo al paso de convoyes.
Las conversaciones entre Allen y el general paquistaní Ashfaq Kayani se concentraron en mejorar la seguridad en la frontera entre Afganistán y Pakistán, y la cooperación entre esos dos países con las tropas de la OTAN, afirmó un comunicado conjunto divulgado luego del encuentro de los jefes militares.
Los dos países firmaron el martes 7 de febrero de 2012 un acuerdo mediante el cual el gobierno de Pakistán volvió a habilitar el paso por su territorio de convoyes, tanto de tropas como de logística, con dirección a las tropas de la coalición en Afganistán.
Ese acuerdo puso fin a siete meses de ásperas discusiones entre los dos países. Pakistán había suspendido la autorización al paso de esos convoyes.

## Guerra contra el terrorismo
En julio de 2011 la cámara baja del congreso de los Estados Unidos trató una ley que condiciona la ayuda económica para Pakistán a certificaciones sobre su colaboración en la denominada "lucha contra el terrorismo.